# Waldemar Malak
Waldemar Malak (* 17. Juli 1970 in Danzig; † 13. November 1992 in Wejherowo) war ein polnischer Gewichtheber.

## Sportliche Karriere
Malaks erster internationaler Auftritt, im Alter von 19 Jahren, war die Junioren-WM 1990 in Sarajevo, wo er im 1. Schwergewicht bis 100 kg bei einem Körpergewicht von 94,25 kg 362,5 kg (170,0/ 192,5 kg) im Zweikampf realisieren konnte und damit Silber gewann. Die Europameisterschaft 1991 in Władysławowo stellte seinen ersten Wettkampf bei den Senioren dar. Hier trat er im Mittelschwergewicht bis 90 kg an, konnte aber nach 160,0 kg im Reißen keinen gültigen Versuch im Stoßen einbringen und blieb somit unplatziert.
Bei seiner einzigen Weltmeisterschaft 1991 in Donaueschingen wechselte Malak wieder in die Klasse bis 100 kg und belegte mit 377,5 kg (172,5/ 205,0 kg) den vierten Platz. Der Erstplatzierte Igor Sadykov erzielte 415,0 kg. Zur Europameisterschaft im selben Jahr in Szekszárd steigerte sich Malak auf 395,0 kg (182,5/ 212,5 kg) im Zweikampf und gewann damit die Vizeeuropameisterschaft hinter Tymur Tajmasow mit 415,0 kg und vor Andor Szanyi, der 392,5 kg hob.
Mit seiner Leistung der Europameisterschaft hatte Malak Chancen auf eine Podiumsplatzierung bei den Olympischen Spielen 1992. Diese konnte er mit 400,0 kg (185,0/ 215,0 kg) verwirklichen, er gewann Bronze hinter Wiktor Tregubow mit 410,0 kg und Tajmasow mit 402,5 kg.
Nur wenige Monate nach den Olympischen Spielen kam Waldemar Malak am 13. November 1992 im Alter von 22 Jahren bei einem Verkehrsunfall ums Leben. Zu seinen Ehren wird in Danzig jedes Jahr das Waldemar-Malak-Gedenkturnier veranstaltet.

## Persönliche Bestleistungen
- Reißen: 185,0 kg in der Klasse bis 100 kg bei den Olympischen Spielen 1992 in Barcelona
- Stoßen: 215,0 kg in der Klasse bis 100 kg bei den Olympischen Spielen 1992 in Barcelona
- Zweikampf: 400,0 kg (185,0/ 215,0 kg) in der Klasse bis 100 kg bei den Olympischen Spielen 1992 in Barcelona